# Buffalo, Quận Marquette, Wisconsin
Buffalo là một thị trấn thuộc quận Marquette, tiểu bang Wisconsin, Hoa Kỳ. Năm 2010, dân số của thị trấn này là 1.200 người.